# Isopogon gardneri
Isopogon gardneri är en tvåhjärtbladig växtart som beskrevs av D.B. Foreman. Isopogon gardneri ingår i släktet Isopogon och familjen Proteaceae. Inga underarter finns listade i Catalogue of Life.